# 1887年2月22日日食
1887年2月22日日食为一次在协调世界时1887年2月22日出現的日環食。該次日食食分為0.9232，食甚維持8分1秒。

## 概述
這次日食的食分是0.9232，環食維持8分1秒。

## 基本參數
- 類型：日環食
- 食甚資料：
  - 日期：1887年2月22日
  - 時間：21時33分4秒
  - 地點：46S 127W
  - 食分：0.9232
  - 日環食持續時間：8分1秒

## 外部連結
- NASA日食專頁（页面存档备份，存于）（英文）